# Hôtel Warnet
L'hôtel Warnet est un hôtel situé à Guise, en France.

## Localisation
Le hôtel est situé sur la commune de Guise, dans le département de l'Aisne.

## Historique
Le monument est inscrit au titre des monuments historiques en 2002 et 2003.